# Rhipiopathes colombiana
Rhipiopathes colombiana är en korallart som först beskrevs av Opresko och Evangelina A. Sánchez 1997.  Rhipiopathes colombiana ingår i släktet Rhipiopathes och familjen Aphanipathidae. Inga underarter finns listade i Catalogue of Life.